# Борьба за огонь (фильм)
«Борьба́ за ого́нь» (фр. La Guerre du feu; в англоязычных странах показывался под названием англ. Quest for Fire — «Поиски огня»; в ряде советских рецензий упоминается также как «Битва за огонь») — франко-канадский художественный фильм, поставленный режиссёром Жан-Жаком Анно по мотивам одноимённого романа Жозефа Рони-старшего.

## Сюжет
Действие происходит в ледниковое время в эпоху палеолита, приблизительно 80 тысяч лет назад. Небольшое племя первобытных людей племени Улам ведет трудное, полное рисков существование собирателей и охотников, живя в пещере и поддерживая огонь, который сами они не умеют разводить.
Однажды на них нападает агрессивная группа более примитивных гоминидов и изгоняет из пещеры на болото. При этом часть племени погибает, а огонь на болоте гаснет. Племя Улам обречено на голодную и холодную смерть, если не сможет где-то раздобыть огонь. Старейшина племени Фаум посылает троих молодых мужчин племени — Нао, Амукара и Гава — на поиски огня. Путь их далёк, сложен и полон опасностей. В одном из эпизодов трое героев наталкиваются на стоянку клана людоедов, у которых в плену в качестве «живых консервов» содержатся люди современного вида. Происходит короткая схватка, в результате которой группа Нао побеждает, убив двоих каннибалов. Освобождённая из плена девушка Ика идёт с Нао и его спутниками, и после ряда приключений они все попадают в её родное племя, уровень культуры людей которого заметно выше, чем у племени Улам: среди прочего, они умеют сами добывать огонь и им не нужно заботиться о его постоянной сохранности.
Племя Ики дружелюбно принимает пришельцев, предоставляет им еду и своих женщин. Это племя говорит на другом языке, но оно всеми средствами просит пришельцев остаться, видя, что это сильные и здоровые мужчины, и они будут полезны во всех отношениях. Тем не менее, Нао и его спутники, помня о долге, завладевают в одну из ночей огнём и метательными дротиками и отправляются в обратный путь. Ика добровольно присоединяется к ним. В дороге, во время одной из ночных стоянок, Ика вступает в половую связь с вожаком троицы Нао. При этом, судя по его удивлённому поведению, он впервые обнаруживает возможность сексуальной позы «лицом к лицу», которую показывает ему Ика.
На обратном пути героев снова поджидают опасности. Им удаётся защитить с трудом добытый огонь от нападения группы, возглавляемой одноплеменником по имени Агу — главным конкурентом Нао в племени Улам. При этом Нао, Амукар и Гав одерживают победу в бою, благодаря успешному применению техники метания дротиков с помощью копьеметалок, прихваченных в племени Ики.
Герои триумфально возвращаются в родное племя, но один из соплеменников почти сразу же случайно топит переносной очаг с огнём в болоте. Всеобщая радость сменяется горем: племя Улам снова осталось без огня. Нао, лично видевший в племени Ики, что люди могут сами разжигать огонь, пытается сам добыть огонь виденным им способом. Но, не имея опыта, он не добивается успеха. Тогда Ика берёт в свои руки инициативу и демонстрирует племени Улам технику добывания огня. Люди племени смотрят на это, как на чудо, и ликуют: у них снова есть огонь! Более того — огонь, который означает жизнь, теперь будет у них всегда!

## В ролях
- Эверетт Макгилл — Нао
- Рон Перлман — Амукар
- Намир Аль-Кади — Гав
- Рэй Дон Чонг — Ика
- Франк-Оливер Боннэ — Агу

## Производство
Консультантом фильма и автором первобытных «языков» выступил писатель Энтони Бёрджесс. Он создал по языку для каждого племени, действующего в фильме, причём в основу положил искажённые современные языки: английский, французский и итальянский.
Натурные съёмки велись в Шотландии, Канаде и Кении.

## Награды
- Премия Сезар за лучший фильм и лучшую режиссуру (1982).
- Кинопремия Оскар за лучший грим (1983).
- Премия Джини (1983) в пяти категориях

## Критика
В книге «Антропология для чайников» Камерон М. Смит отмечает, что хотя «фильм довольно драматичен, и многих археологов покоробило бы от некоторых его технических деталей», он даёт пищу для размышления и во многом неплохое представление о жизни наших предков.
В сентябре 2019 года в рамках проекта «Деконструкция» сайта Кино-театр.ру сюжет фильма и его научную подоплёку разбирал в беседе с ведущей Кристиной Егоровой палеонтолог Станислав Дробышевский. Указывая на некоторые недостатки научного обоснования фильма, связанные как с ранней эпохой развития археологии и палеонтологии на момент выхода романа Рони-старшего, так и c существенным прогрессом спецэффектов в кино с 1981 года, в целом учёный довольно высоко оценил картину. Белые пятна знаний о первобытных людях в фильме соответствуют уместным умолчаниям, а многие допущения, принятые авторами в последние 40 лет, получили научное подтверждение.